# Gare de Meknès-Ville
 (juin 2018).
Si vous disposez d'ouvrages ou d'articles de référence ou si vous connaissez des sites web de qualité traitant du thème abordé ici, merci de compléter l'article en donnant les références utiles à sa vérifiabilité et en les liant à la section « Notes et références ».
 (juin 2018).
La gare de Meknès-Ville est la plus grande gare de la ville de Meknès au Maroc (la seconde étant la gare de Meknès-Amir Abdelkader). Elle est située dans le quartier de la ville nouvelle près de la CTM sur le boulevard de la gare près du grand boulevard des Forces Armées Royales.

## Histoire
La grande gare de Meknès fait partie intégrante du projet de rénovation des gares de l'ONCF. Ce dernier doit agrandir la gare pour la relier au TGV et ainsi accueillir plus de voyageurs.

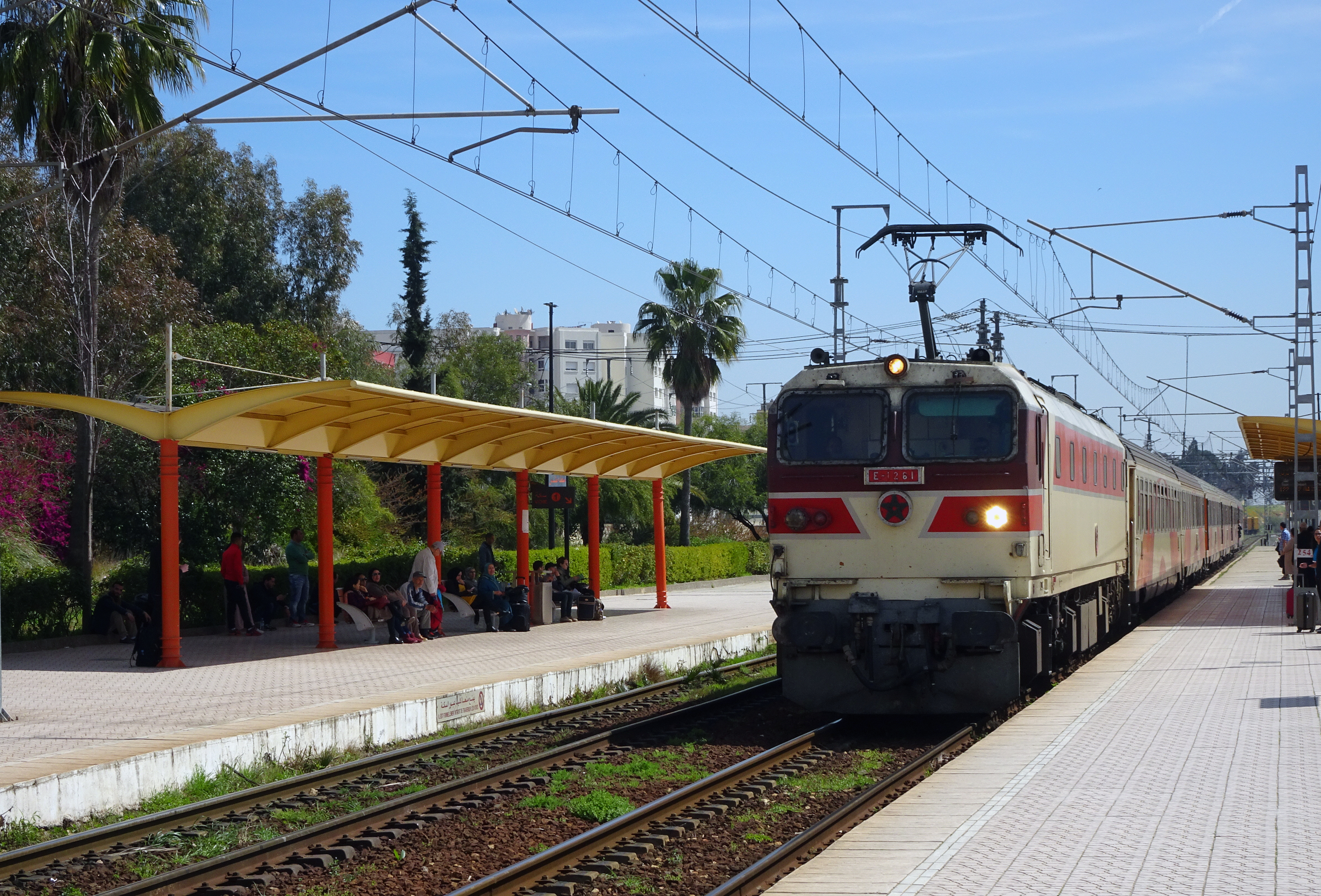
Le train pour Casablanca arrive en gare de Meknès-Ville.

## Service des voyageurs

### Accueil
La gare est dotée d'un kiosque, d'une cafétéria et de guichets automatiques pour la vente des billets de train.

### Rénovation de la gare
En 2023 l'Office national des chemins de fer (ONCF) annonce un investissement de 30 millions de dirhams pour rénover et améliorer les infrastructures de la gare Meknès-Ville ainsi que celles de la gare Meknès-Amir Abdelkader, afin de répondre aux besoins des voyageurs,.